# Violeta Riaubiškytė
Violeta Riaubiškytė, coniugata Tarasovienė (Vilnius, 25 agosto 1974), è una cantante lituana.

## Biografia
Violeta Riaubiškytė ha iniziato a esibirsi in ristoranti nella capitale lituana come parte del gruppo Belmondo. Dopo aver concluso la sua formazione musicale, a 18 anni ha ricevuto un'offerta di lavoro come cantante che l'ha portata a trasferirsi prima negli Emirati Arabi Uniti, e poi in Giappone. Tornata in madrepatria, è diventata cantante del gruppo Žvaigždių Kvartetas ed è diventata co-conduttrice insieme a Algis Ramanauskas del programma d'intrattenimento Orbita.
Nel 1999 ha lanciato la sua carriera da solista partecipando alla selezione lituana per l'Eurovision Song Contest, dove si è piazzata 6ª su 12 partecipanti con l'inedito Aš dovanoju. Ha successivamente partecipato alla selezione del 2004, finendo nuovamente al 6º posto su 52 con Song About You and Me. Più tardi nello stesso anno ha goduto di enorme popolarità grazie al singolo Ramunę baltąją e all'omonimo album, che le hanno valso il premio di cantante dell'anno ai premi Bravo, riconoscimento che le verrà nuovamente assegnato tre anni dopo.
Violeta Riaubiškytė ha preso parte alla selezione eurovisiva lituana per una terza volta nel 2005 con il brano With You, finendo 12ª in finale, e ancora nell'edizione del 2009, in cui non ha raggiunto la finale con la sua prima proposta in lingua lituana, Aš būsiu šalia. Nel 2007 ha sposato Vilius Tarasovas, componente del gruppo B'Avarija, con cui ha realizzato il DVD di musica dal vivo Gyvo garso koncertas.

## Discografia

### Album in studio
- 2004 – Ramunę baltąją
- 2006 – Su meile
- 2007 – Aš būsiu šalia

### Opere audiovisive
- 2004 – Ramunę baltąją
- 2008 – Gyvo garso koncertas (con Vilius Tarasovas)